# Fujio Masuoka
Fujio Masuoka (舛岡 富士雄 Masuoka Fujio), född 8 maj 1943 i Takasaki, Gunma, Japan, är uppfinnaren av flashminnet. 
Masuoka studerade vid Tohoku universitet, där han 1971 doktorerade på en avhandling om halvledares induktans. Samma år tog han en anställning hos Toshiba. Där intresserade han sig främst för NVM-minnen, som behåller sina data när spänningen är borta.  År 1980 uppfann han flashminnet av NOR-typ och 1986 flashminnet av NAND-typ. Toshibas satsning på flashminnen var dock i början alltför begränsad, vilket ledde till att Intel kom att bli det ledande företaget på området. År 1994 lämnade Masuoka Toshiba för en professur på Tohoku universitet.  Sedan 2005 har Masuoka varit teknisk direktör hos Unisantis Electronics där målet är att utveckla integrerade kretsar med tredimensionella transistorer
.
Fujio Masuoka har fått en rad utmärkelser, bland vilka kan nämnas IEEE Morris N. Liebmann Memorial Award från Institute of Electrical and Electronics Engineers.